# Vysekávání
Vysekávání je strojírenský termín pro beztřískové dělení deskových materiálů, například plechu, za účelem vyrobení výrobku o složitém tvaru, který není možno vyrobit pomocí stříhání. Dále se vysekávání uplatňuje i při výrobě jednodušších výrobků, jako jsou těsnění či podložky.

## Materiály k vysekávání
- ocelový plech
- měděný plech
- hliníkový plech
- klingerit (těsnící materiál obsahující azbest, v EU zakázaný)[1]
- guma
- některé měkké plasty

## Druhy sekání
- ruční: materiál se odděluje pomocí jednobřitého nástroje nazývaného výsečník,
- strojní: vysekávání na vysekávacím lisu je technologie určená k děrování a prorážení zadaných otvorů a tvarů, za pomoci speciálních nástrojů – raznic. Je možné vysekávat různé tvary, do plechu o tloušťce až 6 mm, výhodou strojního vysekávání je postupové ražení a strojní posuv.